# Cafea Fortuna
Cafea Fortuna este cea mai mare companie românească producătoare de cafea. Compania deține un centru de producție situat în comuna Dragomirești Vale (județul Ilfov), unde este procesată materia primă (cafeaua verde) adusă din țările de origine ale cafelei. Activitatea a început în anul 1993 și este dedicată în întregime pieței românești.
Fortuna deține mărcile Rendez-Vous, Rendez-Vous Instant, Meridian, Crema, Crema Espresso, Fortuna 3 in 1 Classic și Fortuna 3 în 1 Strong.

## Companie
Cafea Fortuna a fost fondată de inginerul și antreprenorul Constantin Moroianu în a doua jumătate a anului 1993. De atunci, compania a evoluat ca un business de familie în care membrii sunt implicați activ în procesul fabricației și în derularea întregii activități.
Afacerea a început prin comercializarea cafelei sub formă de boabe, un mod preferat de consum al românilor la acea vreme. În anul 2000, Fortuna lansează brandul Rendez-vous, un blend de Arabica care va deveni produsul reprezentativ al companiei.
În 2010, după o creștere de 20% față de anul precedent, devine singura companie cu capital românesc din topul celor mai mari cinci jucători de pe piața autohtonă.
În 2017, înregistrează o cifră de afaceri de 171,4 milioane de Lei (aproape 38 milioane de Euro), în creștere cu peste 5% față de anul precedent. Tot în 2017, compania număra 176 de angajați.  

## Cafea
Fortuna folosește materie primă din toate țările mari producătoare de cafea din America Centrală și de Sud, Africa și Asia. Boabele sunt prăjite conform rețetei proprii și specificului fiecărei origini, apoi sunt amestecate în proporții diferite în produsele din portofoliul companiei. 
Fortuna Crema este o cafea tare produsă din soiuri de cafea Robusta.
Fortuna Crema Espresso este un blend realizat dintr-o combinație de Robusta și Arabica, creat special pentru prepararea la espressor și pentru diversele tipuri de cafea cu lapte.
Fortuna Meridian este produsul premium al companiei, realizat din specialități de cafea Arabica crescute la mare altitudine.
Cel mai cunoscut produs al brandului este sortimentul Rendez-vous. Acesta este constituit din varietăți de cafea Arabica care alcătuiesc un profil de gust fructat-floral și o aromă mai rafinată. La categoria de cafea solubilă, Fortuna deține produsele Rendez-vous Instant, Fortuna 3 în 1 Classic și Fortuna 3 în 1 Strong.

## Fabrică
Fabrica Fortuna din Dragomirești este cea mai mare fabrică de cafea din România cu acționariat în totalitate românesc.
La începuturile afacerii, tehnologia de procesare a cafelei a fost dezvoltată chiar de către proprietarul companiei împreună cu inginerii interni.
În 2007, este inaugurată actuala fabrică și sunt puse în funcțiune liniile complet automatizate de procesare, prăjire și ambalare a cafelei.
În 2008, este extinsă linia inițială cu instalația de măcinare și ambalare cafea măcinată, o investiție valorată la aproximativ 8 milioane de Euro realizată exclusiv din fonduri proprii.
În prezent, toată tehnologia folosită este de proveniență germană, de la furnizorul Probat Werke, iar investiția totală în echipamente se ridică la aproximativ 12 milioane de Euro.

## Brand
Până în anul 2015, în peste 20 de ani de activitate, principalul vector al companiei a fost produsul în sine, care s-a comercializat inițial vrac, apoi ambalat, dar cu un branding minim. Odată cu creșterea vânzărilor și diversificarea portofoliului de produse, a apărut nevoia de consolidare și diferențiere a brandului.
Din 2016, Fortuna și-a creat o campanie națională de imagine prin publicitate TV.